# TAKUYA KIMURA Live Tour 2024 SEE YOU THERE
『TAKUYA KIMURA Live Tour 2024 SEE YOU THERE』（タクヤ キムラ ライブツアー 2024 シー・ユー・ゼア）は、木村拓哉の3作目のライブDVD/Blu-ray。2025年7月2日にビクターエンタテインメントから発売された。

## 概要
- 2024年の9月29日から12月25日に行われた木村拓哉による、Asueアリーナ大阪(大阪市中央体育館)、横浜アリーナ、ポートメッセなごや 第1展示館、宮城セキスイハイムスーパーアリーナ、マリンメッセ福岡A館の5か所で行われたコンサートツアーで、前回2022年に開催した「TAKUYA KIMURA Live Tour 2022 Next Destination」より2年半ぶりのライブツアー「TAKUYA KIMURA Live Tour 2024 SEE YOU THERE」の10月14日に横浜アリーナで開催したライブ映像が収められている。
- ライブ本編に加え、1時間にも及ぶBackstage Documentary映像も収録。ドキュメント性を向上させたリハーサルから全国各地での裏側に全て密着。ツアーメンバーや本人へのインタビューも収録の見応えのある特典映像が収録。初回限定盤Blu-rayには、Special Bonus Trackとして、ツアーファイナルのみダブルアンコールとして披露された「雪が降ってきた」を収録。さらに、100ページに及ぶ豪華ブックレットが収蔵。
- 初回盤と通常盤（初回プレス分のみ）のW購入者特典として、「SEE YOU THEREオリジナルレザーパスケース」が、応募抽選で1000人に当たる。先着・予約特典クリアファイルは、Blu-rayのジャケットとDVDのジャケットの2種類。

## 収録内容

### 本編映像
1. Opening
2. I'll be there
3. 10月の恋人たち（Lovers in October）
4. OFF THE RIP
5. MC 1
6. Crazy in love
7. Cherry Bomb
8. 'Cause I love you
9. JUNCTION 1
10. 君の空気に触れた瞬間(とき)
11. Born ready
12. UNIQUE
13. メニュー
14. MC 2
15. I'll be there
16. RECIPE（山下達郎のcover）
17. 心得
18. One Chance!
19. JUNCTION 2
20. Head Shot
21. No night, No Starlight
22. MC 3
23. Yes, I'm
24. Crazy party
25. MC 4
26. ここにいる
27. Stay Safe
28. ダイナマイト
29. KANSHAして
30. One and Only

### 特典映像

#### 初回限定盤 Blu-ray
1. 雪が降ってきた（Special track）
2. Backstage Documentary

#### 通常盤 DVD
1. Backstage Documentary

## コンサートツアー
ライブ名は『TAKUYA KIMURA Live Tour 2024 SEE YOU THERE』。ソロ3rdアルバム『SEE YOU THERE』を引っ提げての5会場で8公演が行われたコンサートツアー。2025年1月5日放送のさんま・玉緒のお年玉あんたの夢をかなえたろかスペシャルの「101歳の祖母を大好きな木村拓哉さんに会わせたい！」の企画で、12月14日の宮城公演の一部が放送された。

### 開催日時・会場
|        | 開催日時 | 開演時間 | 会場                               |
| 2024年 | 2024年   | 2024年   | 2024年                             |
| ------ | -------- | -------- | ---------------------------------- |
| 1      | 9月29日  | 18:00    | Asueアリーナ大阪(大阪市中央体育館) |
| 1      | 9月30日  | 17:00    | Asueアリーナ大阪(大阪市中央体育館) |
| 2      | 10月13日 | 18:00    | 横浜アリーナ                       |
| 2      | 10月14日 | 17:00    | 横浜アリーナ                       |
| 3      | 11月23日 | 18:00    | ポートメッセなごや 第1展示館       |
| 3      | 11月24日 | 17:00    | ポートメッセなごや 第1展示館       |
| 4      | 12月14日 | 17:30    | 宮城セキスイハイムスーパーアリーナ |
| 5      | 12月25日 | 17:00    | マリンメッセ福岡A館                |